# میگل و ویلیام
میگل و ویلیام (انگلیسی: Michael and William، اسپانیایی: Miguel y William‎) یک فیلم رمانتیک-کمدی محصول ۲۰۰۷ میلادی سینمای اسپانیا به کارگردانی اینس پاریس (اسپانیایی: Inés París‎) است. در این فیلم ویل کمپ در نقش ویلیام شکسپیر و النا آنایا در نقش لئونور به ایفای نقش پرداخته‌اند. فیلم یک ملاقات ساختگی مابین ویلیام شکسپیر و میگل د سروانتس را در اوایل قرن هفدهم به تصویر می‌کشد. گفتگوها در این فیلم، مخلوطی از اسپانیایی و انگلیسی است.